# Personmuseum

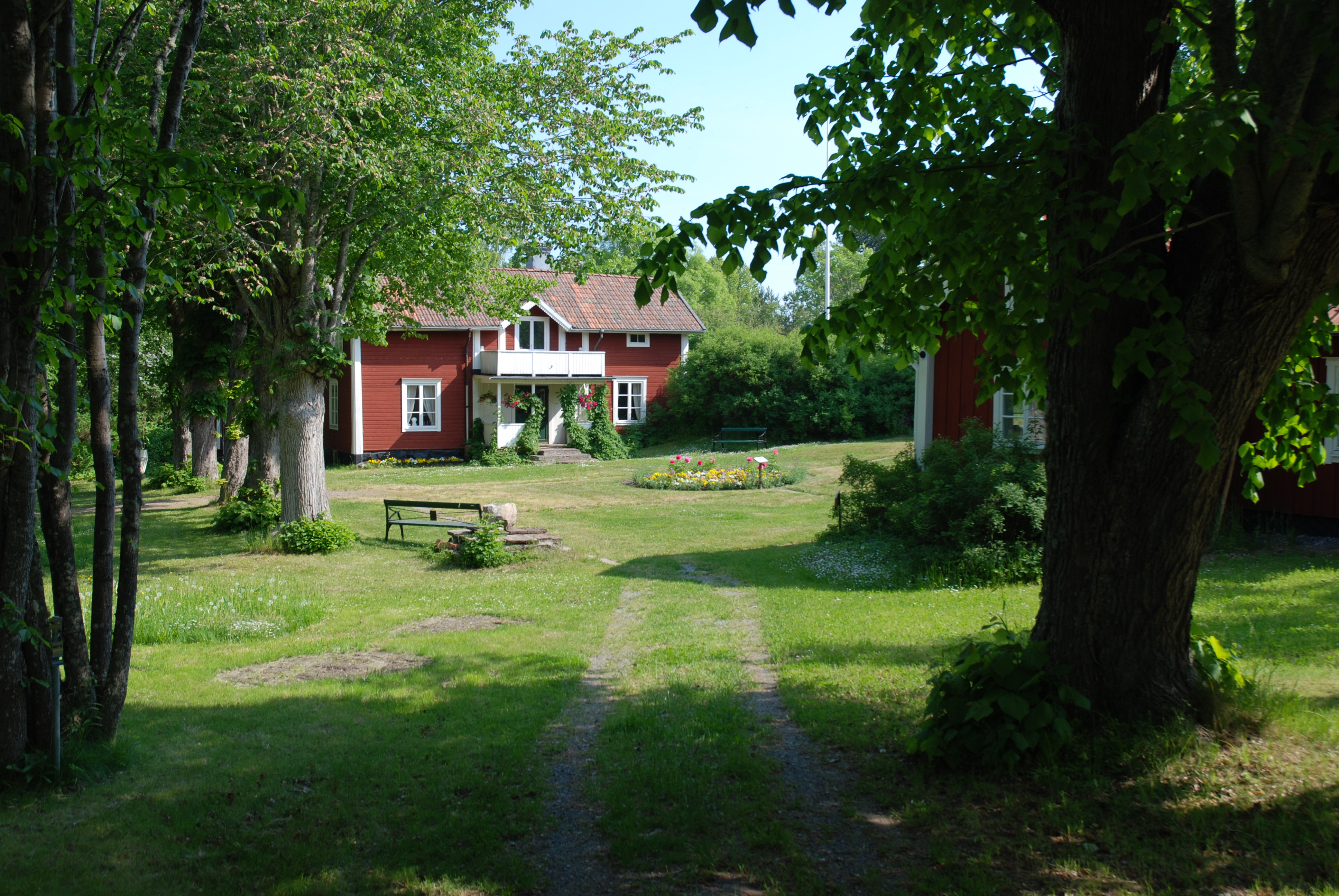
Albert Engström-museet i Grisslehamn

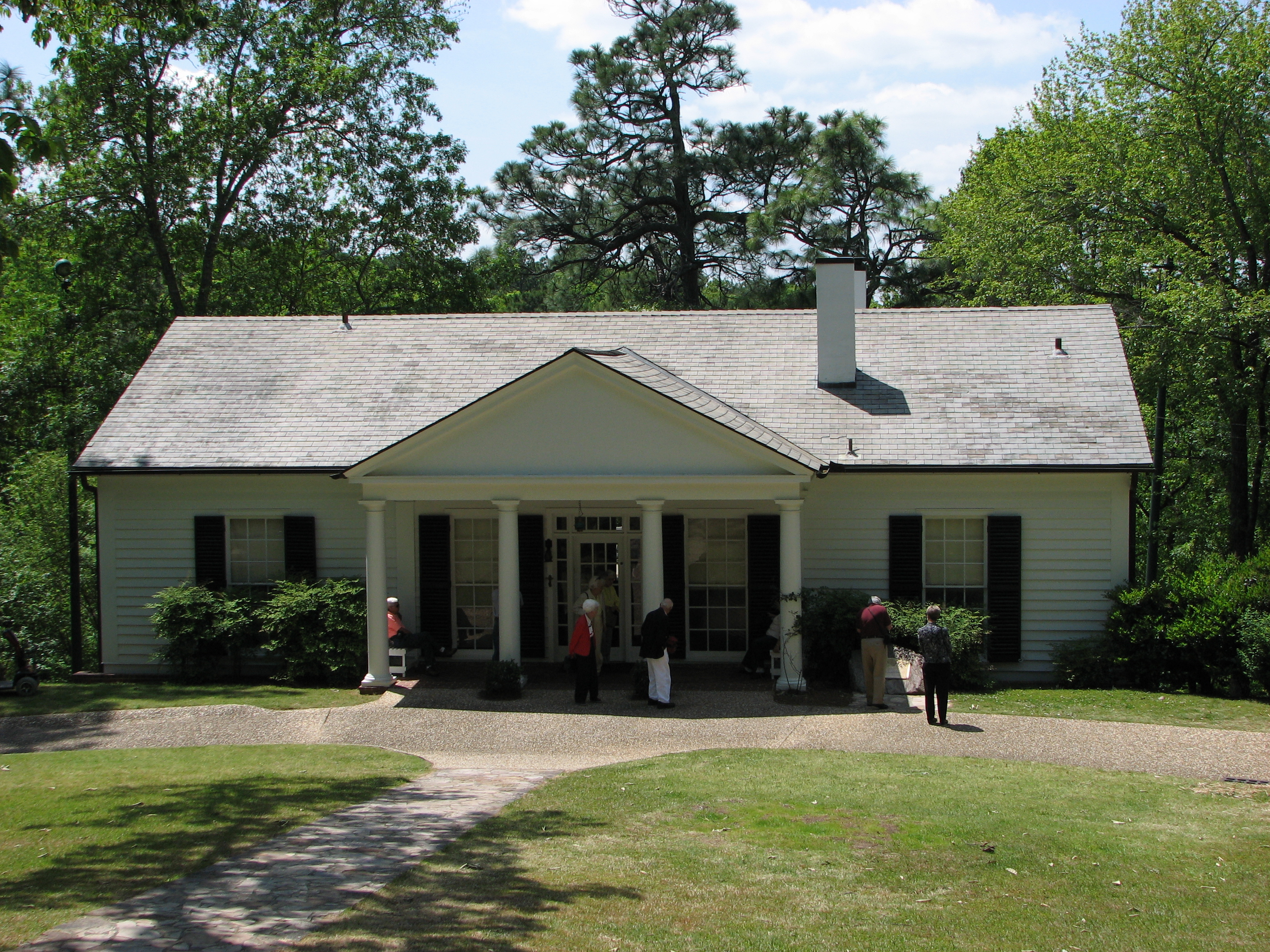
Little White House, den amerikanske presidenten Franklin D. Roosevelt fritidshus i Warm Springs i USA

Ett personmuseum är ett biografiskt museum, uppbyggt runt en mer eller mindre berömd persons verk och levnad. I enstaka fall kan det röra sig om flera människor − en grupp eller en mindre organisation − som skall ihågkommas.
Vilket slags personer som personmuseer vanligtvis inrättas över varierar från land till land. I Centraleuropa är kompositörsmuseer vanliga; till exempel har Österrike 58 stycken sådana, inklusive sju för Ludwig van Beethoven. I Sverige är i stället författarmuseer vanliga, 23 stycken, medan det endast finns ett fåtal politikermuseer − exempelvis över Tage Erlander, Dag Hammarskiöld, Per Albin Hansson och Oscar Olsson.
Flertalet personmuseer i Sverige är högst 50 år gamla och många av dem har tillkommit efter 1990.  